# SLC30A7
SLC30A7 (англ. Solute carrier family 30 member 7) – білок, який кодується однойменним геном, розташованим у людей на короткому плечі 1-ї хромосоми.  Довжина поліпептидного ланцюга білка становить 376 амінокислот, а молекулярна маса — 41 626.
| 10         |  | 20         |  | 30         |  | 40         |  | 50         |
| ---------- |  | ---------- |  | ---------- |  | ---------- |  | ---------- |
| MLPLSIKDDE |  | YKPPKFNLFG |  | KISGWFRSIL |  | SDKTSRNLFF |  | FLCLNLSFAF |
| VELLYGIWSN |  | CLGLISDSFH |  | MFFDSTAILA |  | GLAASVISKW |  | RDNDAFSYGY |
| VRAEVLAGFV |  | NGLFLIFTAF |  | FIFSEGVERA |  | LAPPDVHHER |  | LLLVSILGFV |
| VNLIGIFVFK |  | HGGHGHSHGS |  | GHGHSHSLFN |  | GALDQAHGHV |  | DHCHSHEVKH |
| GAAHSHDHAH |  | GHGHFHSHDG |  | PSLKETTGPS |  | RQILQGVFLH |  | ILADTLGSIG |
| VIASAIMMQN |  | FGLMIADPIC |  | SILIAILIVV |  | SVIPLLRESV |  | GILMQRTPPL |
| LENSLPQCYQ |  | RVQQLQGVYS |  | LQEQHFWTLC |  | SDVYVGTLKL |  | IVAPDADARW |
| ILSQTHNIFT |  | QAGVRQLYVQ |  | IDFAAM     |  |            |  |            |

A: Аланін

C: Цистеїн

D: Аспарагінова кислота

E: Глутамінова кислота

F: Фенілаланін

G: Гліцин

H: Гістидин

I: Ізолейцин

K: Лізин

L: Лейцин

M: Метіонін

N: Аспарагін

P: Пролін

Q: Глутамін

R: Аргінін

S: Серин

T: Треонін

V: Валін

W: Триптофан

Задіяний у таких біологічних процесах як транспорт іонів, транспорт. 
Білок має сайт для зв'язування з іоном цинку. 
Локалізований у мембрані, апараті гольджі.